# Lučický potok
Lučický potok je pravostranný přítok řeky Sázavy v okrese Havlíčkův Brod v Kraji Vysočina. Délka jeho toku činí 14,5 km. Plocha povodí měří 43,0 km².

## Průběh toku
Lučický potok pramení zhruba 2 kilometry severozápadně od obce Kámen v nadmořské výšce okolo 540 m. Nejprve teče jižním směrem ke Skuhrovu. Odtud se vine na jihozápad, protéká Lučicí. Od Lučice se postupně obrací opět k jihu, protéká vsí Olešnice. Zhruba po dalším kilometru toku ústí u Babic do Sázavy na jejím 151,9 říčním kilometru v nadmořské výšce 394 m.

### Větší přítoky
- Skuhrovský potok (hčp 1-09-01-089) je levostranný přítok, jehož délka činí 4,8 km.[3] Plocha povodí měří 5,6 km².[2] Do Lučického potoka se vlévá na jeho 8,8 říčním kilometru.
- Tiský potok (hčp 1-09-01-091) je pravostranný přítok, jehož délka činí 4,7 km.[4] Plocha povodí měří 7,5 km².[2] Do Lučického potoka se vlévá na jeho 6,3 říčním kilometru.
- Bahenský potok (hčp 1-09-01-093) je levostranný přítok, jehož délka činí 4,4 km.[5] Plocha povodí měří 5,6 km².[2] Do Lučického potoka se vlévá na jeho 6,0 říčním kilometru.

## Vodní režim
Průměrný průtok u ústí činí 0,25 m³/s.
M-denní průtoky u ústí:
| M [dní]  | Q30  | Q60  | Q90  | Q120 | Q150 | Q180 | Q210 | Q240 | Q270 | Q300 | Q330 | Q355 | Q364 |
| -------- | ---- | ---- | ---- | ---- | ---- | ---- | ---- | ---- | ---- | ---- | ---- | ---- | ---- |
| Q [m³/s] | 0,59 | 0,40 | 0,30 | 0,24 | 0,19 | 0,16 | 0,13 | 0,11 | 0,09 | 0,07 | 0,05 | 0,03 | 0,02 |